# Magia i Myszy
Magia i myszy (ang. Mice and Mystics) – kooperacyjna gra planszowa stworzona w 2012 roku przez amerykańską firmę Plaid Hat Games. Polska wersja językowa została wydana w 2015 roku przez znajdujące się w Poznaniu wydawnictwo Cube Factory of Ideas.

## Zawartość pudełka
- 1 księga opowieści „Smutek i Pamięć”
- 6 figurek mysich bohaterów
- 16 figurek złych sługusów
- 1 plansza opowieści
- 8 dwustronnych kafli pomieszczeń
- 28 kart mysich zdolności
- 71 kart szperania
- 18 kart potyczek
- 6 kart mysich bohaterów
- 5 kości akcji
- 3 arkusze ze znacznikami
- 19 kart inicjatywy
- 1 instrukcja[3]

## Rozgrywka
W grze Magia i myszy gracze wcielają się w księcia Colina i jego przyjaciół zamienionych za pomocą czarów w myszy. Na podstawie informacji zapisanych w księdze opowieści gracze tworzą planszę z kafli pomieszczeń przedstawiających wnętrze zamku lub pobliski las. Następnie na planszy rozstawia się figurki przeciwników – sługusów, takich jak np.: szczury, karaluchy, pająki.
Każda księga opowieści składa się z kilku rozdziałów, które można rozgrywać kolejno w formie kampanii. Do każdego rozdziału dołączona jest opowieść wprowadzająca graczy w fabułę rozgrywki. Celem gry jest wykonanie konkretnego zadania np. pokonanie wszystkich przeciwników, znalezienie potrzebnego ekwipunku. Rzut kośćmi akcji decyduje o: rozstrzygnięciu walki; ilości pól, o które poruszy się figurka myszy oraz o wyniku poszukiwania przedmiotów.
Do zwycięstwa niezbędna jest współpraca między graczami. Aby ułatwić sobie zadanie grający mogą używać dodatkowego uzbrojenia, rzucać zaklęcia przy pomocy magicznych zwojów, dokonywać zwiadu do nowych pomieszczeń lub używać mysich zdolności.
Zakończenie gry ma trzy warianty:
- gdy gracze osiągną cel rozdziału – wspólne zwycięstwo,
- gdy wszystkie myszy zostaną pojmane – porażka,
- gdy graczom skończy się czas (liczony w turach) przeznaczony na wykonanie zadania – porażka[4].

## Rozszerzenia
Rozszerzenia podstawowej wersji gry (ułożone chronologicznie):
- Zagubiony rozdział – Kocia Kołyska – dalsza część historii Collina i jego drużyny stawiających czoła nowemu zagrożeniu. Celem graczy jest odnalezienie zaginionej myszy o imieniu Crumbles[5].
- Zagubiony rozdział drugi – Duch Zamku Andona – gracze mają za zadanie powstrzymanie piratów okradających zamek[6].

- Serce Glorma – myszy powracają do zamku w celu zbadania źródła dziwnej muzyki zakłócającej spokój mysiej wspólnoty. Zawiera: elementy mechaniki, księgę opowieści, karty (szperania oraz inicjatywy), figurki postaci (nowy bohater i przeciwnicy)[7].
- Opowieści z Mrocznej Kniei (Downwood Tales) – mysi bohaterowie opuszczają zamek i wyruszają do lasu w celu znalezienia nowego miejsca zamieszkania. Dodatek zawiera kolejne: elementy mechaniki, księgę opowieści, karty (szperania oraz inicjatywy), figurki postaci (nowy bohater i przeciwnicy)[8].
- Zagubiony rozdział trzeci –W służbie przeciw złej wróżbie (Portents of Importance) – zadaniem graczy jest ocalenie zagrożonych posłańców z sąsiedniego królestwa Nextor oraz skontaktowanie się z myszą o imieniu Zure[9].

W skład dodatków Kocia Kołyska, Duch Zamku Andona oraz W służbie przeciw złej wróżbie wchodzą jednorozdziałowe księgi opowieści i komponenty do samodzielnego wydrukowania.

## Nagrody i wyróżnienia

### 2012
- Najlepsza Grafika (Best Game Artwork) – Dice Tower Awards;
- Best Small Publisher – Dice Tower Awards;
- Najlepsza Gra Tematyczna (Best Game Theme) – Dice Tower Awards;

Podczas Dice Tower Award nominowana do Gra Roku (Game of the Year), Best New Designer oraz Best Production Values.

### 2013
- Najlepsza Gra Planszowa (Best New Boardgame) – UK Games Expo Awards;
- Najlepsza Grafika/Prezentacja (Best Board Game Artwork and Presentation) – Golden Geek Awards;

Podczas Golden Geek Award nominowana do Najlepsza Gra Familijna (Best Family Game), Najlepsza Gra Tematyczna (Best Thematic Game).

### 2014
Nominowana do Best Board Game Expansion – Dice Tower Awards oraz Dor Jeu de Lannée. Finalista Lys passioné.